# Voorst-Empe vasútállomás
Voorst-Empe vasútállomás vasútállomás Hollandiában, Brummen községben,  településen.

## Vasútvonalak
Az állomást az alábbi vasútvonalak érintik:
- Amsterdam–Zutphen-vasútvonal

## Kapcsolódó állomások
A vasútállomáshoz az alábbi állomások vannak a legközelebb:
- Klarenbeek vasútállomás
- Zutphen vasútállomás